# 루아르 계곡

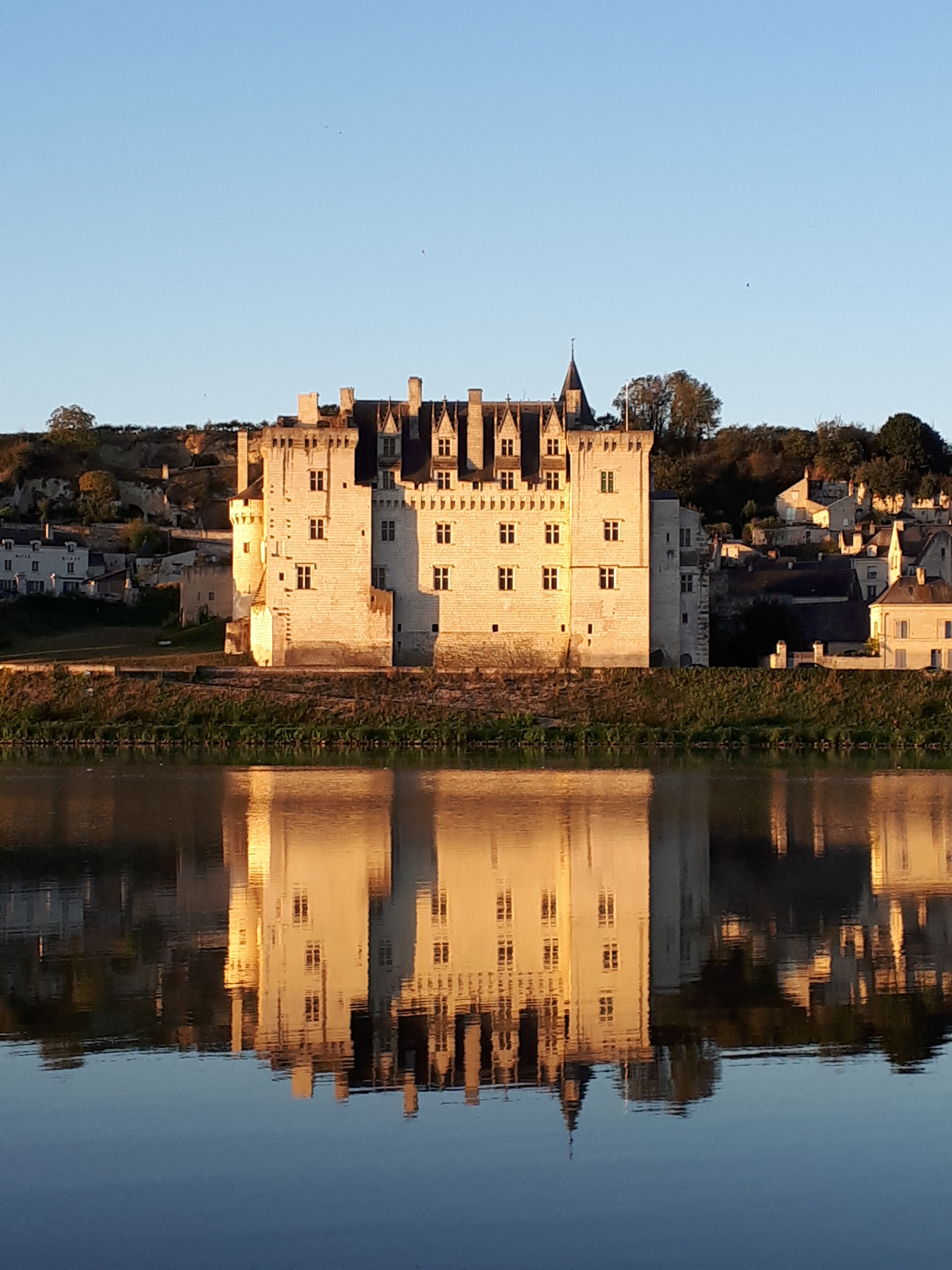
몽소로 성

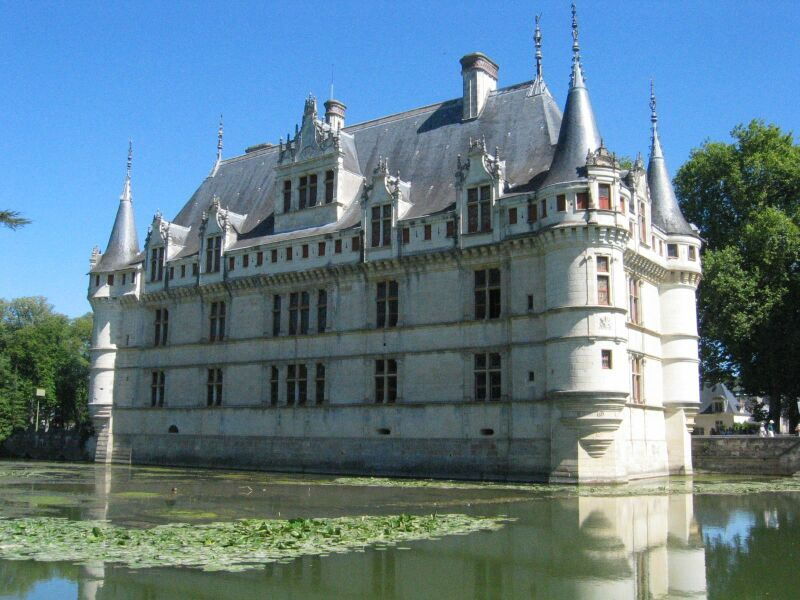
아제르리도성

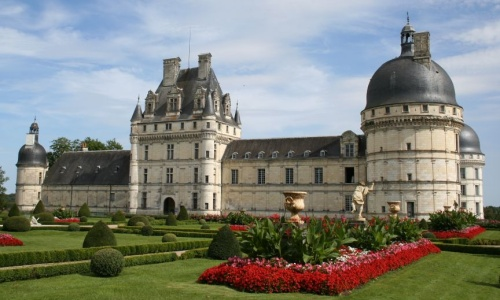
발랑세성

루아르 계곡(프랑스어: Vallée de la Loire)는 “프랑스의 정원”과 “프랑스어의 요람”으로 알려져 있다. 이곳은 앙부아즈, 앙제, 블루아, 쉬농, 오를레앙, 소뮈르, 몽소로, 투르 등, 역사적인 마을에 위치한 수준 높은 건축학적 유산으로 유명하며, 특히 앙부아즈 성이나 빌랑드리 성, 슈농소 성이 세계적으로 유명하다.
루아르 계곡의 풍경과 특히 풍부한 문화적 기념물은 르네상스 시대 이상의 예외성과 서유럽의 계몽 시대적인 사고와 디자인을 보여준다. 2000년 12월 2일 유네스코는 멘 강과 쉴리쉬르루아르 사이의 루아르강 계곡 중심 일부를 세계유산으로 선정하였다.

## 루아르 계곡의 성들
300개가 넘는 성들은 건축자들이 10세기 성곽 요새의 필요성에 의해 시작된 국가로, 천년이 지나 이 건축물의 찬란함을 보여준다. 프랑스 왕들은 그들의 대규모 성을 이곳에 건축하였고, 귀족들은 권좌에서 멀리 물러나지 않기 위해서 왕의 행적을 뒤쫓았다. 온난한 기후와 풍부하고 비옥한 계곡에 위치한 성들은 그 당시 최고의 전경 디자이너들의 시선을 사로잡기 시작했다.
16세기 중엽 프랑수아 1세는 프랑스에서 권력의 중심부를 루아르로부터 고대 대도시인 파리로 다시 이동시켰다.

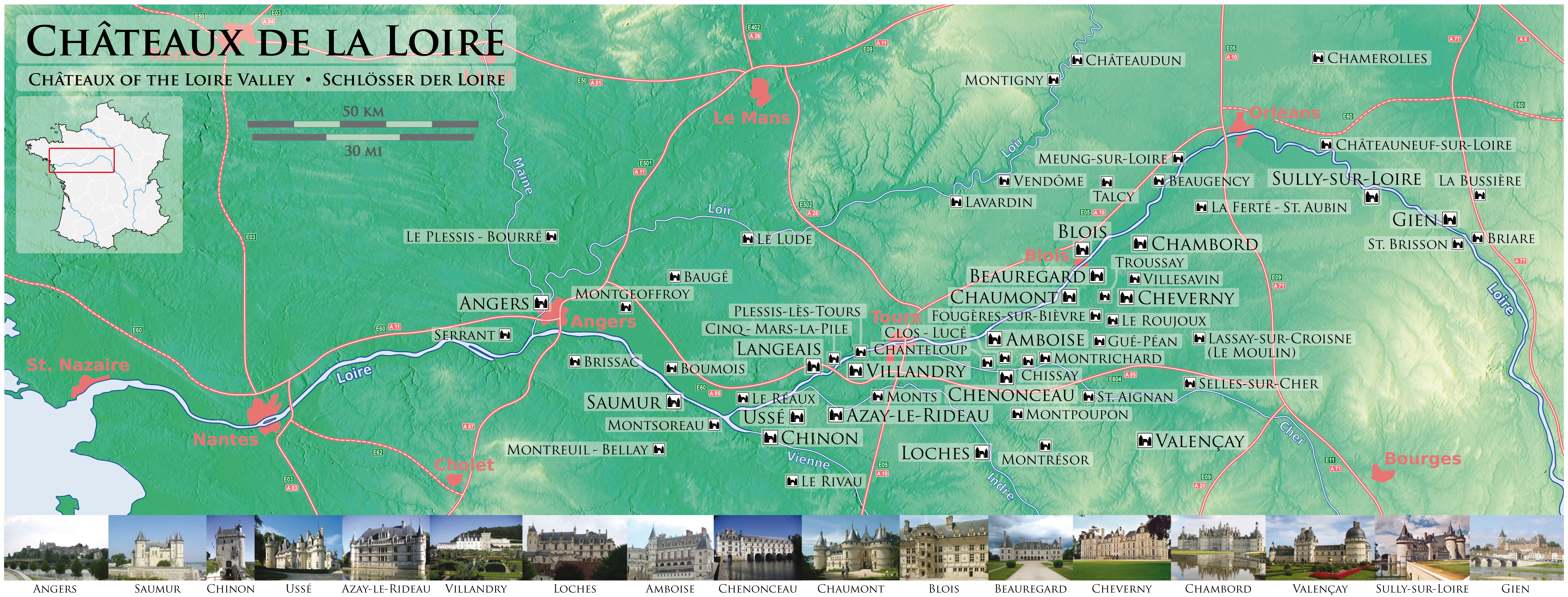
루아르 계곡의 성들 (파란색)

## 같이 보기
- 오를레앙